# Нгатпанг
Нгатпанг (англ. Ngatpang, яп. ンガトパン) — один из шестнадцати штатов Палау. Он занимает площадь около 47 квадратных километров на западе самого большого острова Палау, Бабелдаоб, обращенного к заливу Нгеремедуу. Население составляет 282 человека, что делает его 9-м по численности населения штатом Палау.
Ибобанг находится в Нгатпанге. Это община, посвятившая себя практике религии Модекнгей.

## География
Нгатпанг, расположенный на центральном западном побережье, включает в себя очень большую территорию внутренней части к юго-востоку от залива Нгеремедуу. Вдоль западного побережья Нгатпанг включает узкую полоску земли между заливом Нгеремедуу и лагуной. Эта полоска земли была передана Нгатпангу от Аимелиика в начале этого века. Современная деревня Мечебечубел расположена в Нгереклмаделе на западном побережье на южной стороне Ройсенгаса. Местность вдоль этой части западного побережья очень неровная с крутыми склонами, покрытыми густыми лесами. На восточной стороне залива Нгеремедуу Нгатпанг простирается до Раэль Кедам, центрального водораздела на острове Бабелдаоб. Края залива окаймлены густой бахромой мангрового болотного леса. Внутри страны находятся холмистые холмы с короткими водостоками. Многие из холмов, обращенных к заливу, покрыты травой, но дальше вглубь страны холмы покрыты горным лесом. На севере находится сток реки Нгербечедернгул, часто называемой рекой Ямато. Основным притоком Нгербечедернгул из Нгатпанга является Нгчолетель. В южной части штата находятся стоки рек Нгатпанг и Табечединг. Река Нгетмиич, крупнейший приток Табечединг, истощает большой внутренний регион в юго-восточной части штата. Вдоль краев залива, на нижних склонах холмов, находятся глубокие суглинистые почвы, которые содержат богатые отложения глины. К югу от залива на горных холмах почвы тонкие и связаны с кустарниковой растительностью. Также с тонкими почвами в низинных и плохо дренируемых бассейнах связаны болота.
В настоящее время большая часть использования земли в Нгатпанге ограничена садами, окружающими современные деревни Мечебечубел и Ибобанг. Перемежающиеся с этими огородами насаждения агролеса, включающие кокосовые, бетельные, хлебные, миндальные деревья и банановые растения. Во многих необитаемых деревнях и вокруг них находятся насаждения кокосовых и бетельных пальм, а иногда и участки нерегулярно посещаемых садов таро на болотах. За исключением редких вылазок для охоты на голубей или сбора урожая особых растений, большая часть внутренней части Нгатпанга мало активно используется.

## Демография
Население штата по переписи 2015 года составляло 282 человека, а средний возраст — 33,9 года. Официальными языками штата являются палау и английский. Рекемесик — титул традиционного верховного вождя штата.
В июне 1972 года численность постоянного населения составляла 104 человека.

## Политическая система
В Нгатпанге есть собственная конституция, принятая в 1981 году. Правительство штата было создано в 1982 году. В штате Нгатпанг действует структура управления с выборным губернатором и законодательным органом, избираемым каждые четыре года. Население штата избирает одного из членов Палаты делегатов Палау.

## Традиционные деревни
По крайней мере семь традиционных поселений находятся в пределах Нгатпанга: одно на западном побережье, пять вдоль южной и восточной сторон залива Нгеремедуу и одно на реке Нгчолетель около ее слияния с Нгербечедернгул. Эти поселения были сосредоточены на богатой почве со смешанным лесом на тонкой полосе земли вдоль побережья, вокруг залива и простирающейся на небольшое расстояние вверх по Нгербечедернгул. Богатые залежи глины вокруг Нгимиса традиционно известны как источник гончарной глины, а Нгимис считается важным традиционным центром гончарного производства. Кроме того, традиционные тропы, обозначенные небольшими каменными платформами, вели из деревень Нгатпанга в деревни в Аимелиике, Аираи, Нгчесаре, Мелекеоке и Нгаремленгуи.
Традиционные деревни представляют собой важные символы, дающие идентичность семьям, кланам и регионам. В деревнях есть многочисленные каменные объекты, имеющие историческое и традиционное значение. Многие из каменных платформ, одесонгел, служат клановыми кладбищами, а другие каменные объекты служат святилищами. Лагуна и залив Нгеремедуу являются важными ресурсными зонами и, вероятно, интенсивно эксплуатировались в доисторические времена. Важные ресурсы включают мангрового краба, многие виды рыб и мангровые деревья. Рядом с Нгимисом и другими традиционными деревнями находятся болотные сады таро, а вокруг большинства деревень находятся садовые участки и террасные склоны холмов.

## Транспорт
В Нгатпанге сеть дорог теперь соединяет две современные деревни с Корором. Основная дорога с севера на юг начинается у дороги Аираи-Аимелийк над Табечедингом и тянется на север, пересекая реки Табечединг и Нгатпанг, мимо Нгимиса в Ибобанг. Вторая дорога тянется на северо-запад от Неккена (Аимелиик) до Мечебечубеля, извиваясь через чрезвычайно неровные холмы. Третья дорога тянется на восток от Табечединга до Симизу, Нгчесар, пересекая дорогу с севера на юг примерно в 2 км к югу от Нгимиса.

## Образование
Министерство образования управляет государственными школами.
Начальная школа Ибобанг находится в Ибобанге. Когда она открылась, она сменила начальную школу Нгатпанг.
Средняя школа Палау в Короре — единственная государственная средняя школа в стране, поэтому многие дети из этой общины учатся именно там. Другие учатся в школе Белау Модекнгей, школе-интернате в Ибобанге.